# سباق باريس روبيه 1912
طواف باريس 1912 هو سباق دراجات هوائية أقيم بتاريخ 7 أبريل، تكون السباق من مرحلة واحدة، وامتدّ لمسافة 266 كم، وبسرعة 31.300 كم/س، استغرق السباق 8 ساعات و30 دقيقة.